# نبرد بیضا
نبرد بیضا جنگی بود که در سال ۸۷۴ یا ۸۷۵ میلادی میان صفاریان به رهبری یعقوب لیث و خوارج به رهبری محمد بن واصل حنظلی رخ داد که با پیروزی صفاریان همراه بود.